# Collegium Medicum im. dr. Władysława Biegańskiego Uniwersytetu Jana Długosza w Częstochowie
Collegium Medicum im. dr. Władysława Biegańskiego Uniwersytetu Jana Długosza w Częstochowie – jeden z 6 wydziałów Uniwersytetu Jana Długosza w Częstochowie.

## Kierunki kształcenia
Dostępne kierunki:
- Fizjoterapia (studia jednolite magisterskie)
- Kierunek lekarski (studia jednolite lekarskie)
- Kosmetologia (studia I i II stopnia)
- Pielęgniarstwo (studia I i II stopnia)
- Wychowanie fizyczne (studia I i II stopnia)

## Poczet dziekanów
1. dr hab. Sławomir Letkiewicz (2023–2024)
2. dr Leon Rak (od 2024)

## Władze Wydziału
W kadencji 2024–2028:
| Stanowisko                                                                                      | Imię i nazwisko         |
| ----------------------------------------------------------------------------------------------- | ----------------------- |
| Dziekan                                                                                         | dr Leon Rak             |
| Prodziekan ds. Kształcenia i Spraw Studenckich (Kierunek: lekarski)                             | dr hab. Joanna Socha    |
| Prodziekan ds. Kształcenia i Spraw Studenckich (Kierunki: Pielęgniarstwo i Wychowanie fizyczne) | dr Tomasz Góra          |
| Prodziekan ds. Kształcenia i Spraw Studenckich (Kierunek: Kosmetologia)                         | dr Magdalena Myga-Nowak |
| Prodziekan ds. Kształcenia i Spraw Studenckich (Kierunek: Fizjoterapia)                         | dr Anna Pilis           |
| Prodziekan ds. Ogólnych                                                                         | dr Jakub Adamczyk       |

## Struktura organizacyjna
| Jednostka                                                   | Kierownik                     |
| ----------------------------------------------------------- | ----------------------------- |
| Instytut Nauk o Kulturze Fizycznej                          | prof. dr hab. Jacek Wąsik     |
| Katedra Nauk o Zdrowiu i Fizjoterapii                       | prof. dr hab. Andrzej Ślęzak  |
| Katedra Nauk Medycznych                                     | dr hab. Sławomir Letkiewicz   |
| Katedra Kliniczna Chorób Układu Krążenia                    | prof. dr hab. Paweł Buszman   |
| Katedra Kliniczna Chorób Wewnętrznych                       | p.o. dr Ewa Mazur             |
| Katedra Fizjologii, Neurofizjologii z Pracownią Psychiatrii | prof. dr hab. Wiesław Pilis   |
| Zakład Kosmetologii i Biologii Medycznej                    | dr Magdalena Myga-Nowak       |
| Zakład Pielęgniarstwa                                       | p.o. mgr Adrianna Kosior-Lara |
| Zakład Ratownictwa Medycznego                               | p.o. mgr Wojciech Szczurak    |

## Instytucje naukowe
- Collegium Medicum im. dr. Władysława Biegańskiego Uniwersytetu Jana Długosza w Częstochowie w bazie instytucji naukowych portalu Nauka Polska (OPI).